# José Joaquín de Mora
José Joaquín de Mora y Sánchez (Cádiz, 10 de enero de 1783-Madrid, 3 de octubre de 1864) fue un escritor, educador, periodista, poeta, jurista y político español.

## Biografía
Estudió leyes y fue, muy joven, profesor de Filosofía en la Universidad de Granada, donde tuvo como alumno a otra inteligencia precoz, Francisco Martínez de la Rosa, con quien hizo amistad. En Cádiz, entabló amistad también con Antonio Alcalá Galiano. Durante la Guerra de la Independencia se incorporó al ejército y combatió en Bailén, pero fue hecho prisionero en 1809 y estuvo internado en Francia hasta 1814. Allí se casó con una francesa muy culta, Françoise Delauneux, que posiblemente le ayudó en sus numerosos trabajos literarios. Al concluir la guerra regresó a Cádiz y tuvo la famosa polémica con Juan Nicolás Böhl de Faber, padre de la novelista Fernán Caballero, sobre el Romanticismo, que Mora rechazaba, sobre todo por el Neoclasicismo del que estaba imbuido y porque la versión que de esta estética ofrecía Böhl era antiliberal y le recordaba demasiado al oscurantismo de la España barroca; también porque Francisca Larrea, esposa de Böhl de Faber, no se llevaba bien con la esposa francesa de Mora. Años más tarde, incluso, Mora se acercará a la estética romántica y traducirá la novela histórica de Walter Scott Ivanhoe (1825). A comienzos de 1815 marcha a Madrid con la intención de trabajar como abogado, pero allí se entrega por completo a la literatura, prosiguiendo la polémica con Böhl. Tradujo varias obras del francés y del inglés y se distinguió como periodista en la Crónica Científica y Literaria, que fundó en 1817 y duró hasta 1820, en su continuación El Constitucional, en La Minerva Nacional y en otras publicaciones, tanto en prosa como en verso, en cuestiones literarias y en políticas. Durante el Trienio Liberal (1820-1823) no cesa esta ingente actividad: colaboró, redactó y dirigió numerosos periódicos liberales madrileños, hasta el punto de ganarse el sobrenombre de Luca fa presto por la rapidez con que escribía artículos de todo género.
Advenida la invasión de los Cien mil hijos de San Luis, en 1823 emigró a Londres al igual que otros liberales españoles y permaneció en Inglaterra hasta finales de 1826. Con ayuda del editor Rudolph Ackermann fundó No me olvides, una especie de almanaques en prosa y verso de los que se publicaron seis volúmenes entre 1824 y 1829, los cuatro primeros con traducciones y poemas de Mora, y los dos últimos confeccionados por Pablo Mendíbil. Fue el director y redactor único del Museo Universal de Ciencias y Artes (1824-1826) y del Correo Literario y Político de Londres, obras todas estas dirigidas sobre todo a los hispanoamericanos. Siguió colaborando con Ackermann en escribir y divulgar por la Hispanoamérica recién emancipada los famosos Catecismos, manuales sobre diversas materias y disciplinas científicas, que sirvieron así de libros de texto en unos países que carecían de este tipo de obras. En Londres hizo amistad con los hispanoamericanos Bernardino Rivadavia, el poeta, filólogo y gramático Andrés Bello y el poeta José Joaquín Olmedo. En contacto con la estética romántica, Mora modifica su inicial rechazo por esta estética y establece la ecuación Liberalismo = Romanticismo, proclamada luego por Víctor Hugo. Los grabados de William Blake motivan sus Meditaciones poéticas, publicadas en Londres en 1826 y donde muestra en forma muy definida un espíritu evangélico que hace pensar en su conversión al protestantismo.

## En América
Requerido por Rivadavia, marchó a Buenos Aires a fines de 1826 y llegó en 1827. En ese año dirigió la Crónica Política y Literaria y El Conciliador, al servicio de su amigo el presidente Rivadavia.
Entre 1828 y 1831 estuvo en Chile. Allí organizó el Liceo de Chile, fundó El Mercurio Chileno (1828-1829), revista de difusión científica y cultural que contó con la colaboración del médico español José Passamán y del botánico italiano Carlos Bertero; El Constituyente y redactó la Constitución de 1828 de dicho país. Allí también estrenó sus comedias El marido ambicioso y El embrollón. El poema El uno y el otro, publicado en el diario El Trompeta el 14 de febrero de 1831, con versos críticos para el presidente José Tomás Ovalle y su ministro Diego Portales —y que según los dichos populares habría ocasionado la posterior muerte del presidente—, produjo que el gobierno conservador lo enviase al exilio.
En Perú (1831-1834) creó el Ateneo, hizo amistad con el satírico Felipe Pardo y Aliaga y se dedicó a la enseñanza privada. Publicó una obra miscelánea a semejanza de sus No me olvides londinenses, Aguinaldo. En Bolivia (1834-1837) escribió a favor del presidente Andrés de Santa Cruz, que le llamó para que fuera catedrático de Literatura en 1834 de la Universidad Mayor de San Andrés en La Paz. En Bolivia compuso la mayor parte de sus Leyendas españolas. Fue agente de Santa Cruz en Londres (1837-1843) y en Madrid (1843-1847) como cónsul de la Confederación Perú-Boliviana.

## Últimos años
Tras veinte años exiliado en Gran Bretaña e Hispanoamérica, Mora regresó a España en 1843. En 1844 fue designado director del Colegio de San Felipe Neri en Cádiz. Fue nombrado académico de la Real Academia Española en 1848 y cónsul de España en Londres en tres ocasiones (1850-1851, 1853-1854, 1856-1858). Esta actuación oficial, así como el peligro personal al confesarse abiertamente como protestante, posiblemente explican por qué José Joaquín de Mora prefirió no usar su nombre completo en sus himnos para las Iglesias evangélicas, firmándolas únicamente como "Mora"; en Londres colaboró con Thomas Parker en la redacción de la revista protestante El Alba, que era introducida clandestinamente en España. Como resultado de este secretismo, su nombre está asociado al de un liberal religioso y político, pero no evangélico ni protestante. Sin embargo, la Sociedad Religiosa de Tratados (Edimburgo, Escocia) escribe sobre él: "Distinguido expatriado protestante español residente en Londres. Célebre poeta cuya poesía hímnica se basa en los modelos de W. Cowper, A. Watts, J. Newton, J. Addison, J. Montgomery y otros". Murió en Madrid, el 3 de octubre de 1864, a los 81 años de edad.

## Obra
Escribió sobre derecho y filosofía en función de su labor docente, lo que más le gustaba, pero también numerosos artículos, cartas y poemas. Editó unas Poesías (1836 y 1853), casi todas neoclásicas pero progresivamente influidas por el Romanticismo, y en particular por la obra de Lord Byron. Quiso mantenerse equidistante entre el Neoclasicismo y Romanticismo y sus poemas fueron muy alabados por Ferdinand Wolf en su Floresta de rimas castellanas modernas. Son ya plenamente románticas por estructura y temas sus Leyendas españolas (1840), entre las que se incluyen composiciones como "Don Opas", "La judía", "La bordadora de Granada", "El boticario de Zamora", "El hijo de don Farfán" o "Hermijio y Gotona". Alterna en ellas el verso de once, siete y ocho sílabas en pareados endecasílabos, octavas reales y otras estrofas. De sus intereses lingüísticos da fe su Colección de sinónimos de la lengua castellana (1855). Editó también las obras de Fray Luis de Granada, que hasta entonces corrían muy deturpadas y estropeadas a causa de sus devaneos con la Inquisición y el Protestantismo.
Introdujo las teorías jurídicas de Jeremías Bentham desde su cátedra de Granada y tradujo al ateo Barón de Holbach, a François Fénelon y el folleto de François René de Chateaubriand contra Napoleón y en defensa de los Borbones de Francia.

## Relación de sus obras

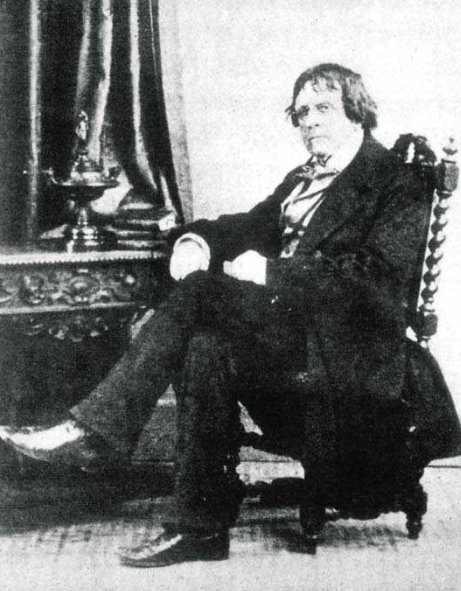
José Joaquín de Mora

### Traducciones
- De Bonaparte y de los Borbones François René de Chateaubriand; traducido al castellano por José Joaquín de Mora Cádiz, 1814.
- Nino II: tragedia escrita en francés por Mr. Brifaut; traducida al castellano por José Joaquín de Mora y representada en el Teatro del Príncipe en la noche del 2 de junio de 1818, Madrid : s.n., s.a.
- Consejos que dirige a las Cortes y al Pueblo Español Jeremías Bentham traducidos del inglés por José Joaquín de Mora Madrid, 1820. Se trata de la traducción del panfleto de Jeremy Bentham titulado "Letter to the Spanish Nation on a Then Proposed House of Lords", inédito en inglés cuando se publicó la traducción de Mora.
- Ensayo sobre las preocupaciones escrito en francés por el Baron de Holbach; y traducido con correcciones y adiciones por José Joaquín de Mora Madrid: En la librería extranjera de F. Denné, 1823; otra edición con el título La moral universal o Los deberes del hombre fundados en su naturaleza por el Barón de Holbach; aumentada con el interesante discurso que publicó este célebre escritor sobre el origen y estado de las preocupaciones; traducido por el literario D. J. J. de Mora Madrid, 1840
- Memorias de la Revolución de Méjico y de la expedición del General D. Francisco Javier Mina : a las que se han agregado algunas observaciones sobre la comunicación proyectada entre los dos océanos, Pacífico y Atlántico escritas en inglés por William Davis Robinson y traducidos por José Joaquín de Mora Londres: R. Ackermann, 1824 (Impreso por Carlos Wood)
- Francesco Saverio Clavigero (Francisco Javier Clavijero), Historia antigua de México: sacada de los mejores historiadores españoles y de los manuscritos y de las pinturas antiguas de los indios traducida del italiano por José Joaquín de Mora Londres: R. Ackermann, Strand, 1824[1]
- Compendio de las vidas de los filósofos antiguos escritos en francés por Fenelon y traducidos al castellano por J.J. de Mora París: librería de Cormón y Blanc, 1825
- Obras del V.P.M. Fray Luis de Granada con un prólogo y la vida del autor por José Joaquín de Mora Madrid, 1848-1849.

### Obra original
- El gerundio de los abogados o Don Juan Pedante, Madrid, Imprenta de la Viuda de Aznar, 1820, anónima, atribuida a Mora por una nota manuscrita de Ramón Mesonero Romanos.
- Meditaciones poéticas. Londres: R. Ackermann, 1826. Doce poemas originales inspirados en los grabados que realizó William Blake para el poema de Robert Blair The Grave (La tumba). Como dice el propio José Joaquín de Mora en la "Advertencia" inicial: "Las composiciones poéticas contenidas en este volumen deben considerarse solamente como ilustraciones de las estampas. Ellas encierran la verdadera poesía de la obra, pues no son menos admirables por la corrección del dibujo, y por el mérito de la ejecución, que por el atrevimiento del designio, y por la sublime inteligencia que reina en las alegorías. (...) El autor de los versos no ha hecho más que indicar los asuntos de las estampas, procurando imitar los giros y el estilo que emplearon en la Poesía Sagrada los hombres eminentes que la cultivaron en España en el siglo XVI: aunque ha dado más latitud a la parte filosófica que a la mística".
- Curso de derechos del Liceo de Chile Tomo 1° (único): Derecho Natural y Derecho de Jentes Santiago de Chile: Imprenta Republicana, 1830.
- De la libertad del comercio Sevilla: Calvo-Rubio y Compañía, Editores, 1843
- Poesías de José Joaquín de Mora Cádiz: Librería de feros, 1836 .
- Poesías Madrid y París, 1853
- Leyendas españolas, París: Librería de Don Vicente Salvá, 1840, Cádiz, 1840.
- Colección de sinónimos de la lengua castellana Madrid: Imprenta Nacional, 1855
- Cuadros de la historia de los árabes: desde Mahoma hasta la conquista de Granada Londres: R. Ackermann, Strand, 1826 (Impreso por Carlos Wood)
- No me olvides: colección de producciones en prosa y verso Londres: Ackermann, 1825
- No me olvides: colección de producciones en prosa y verso Londres: Ackermann, 1826
- No me olvides: colección de producciones en prosa y verso Londres: Ackermann, 1827
- Memoria sobre puertos francos Madrid, 1844.
- Don Juan: poema. Madrid: Establecimiento Tipológico e Imprenta Peninsular, 1844. Versión inconclusa del célebre Don Juan de Byron que Mora publicó de forma anónima.[2]
- Cursos de Lógica y Ética según la Escuela de Edimburgo Madrid, 1845
- El Gallo y la perla: novela original Madrid, 1847
- Wikisource en español contiene obras originales de José Joaquín de Mora.